# Prego (culinária)
Prego é um prato típico português. Consiste numa febra pequena de vaca que se come normalmente numa sanduíche ou no prato.

## Descrição
O Prego é um prato típico da culinária de Portugal e pode ser comido no pão ou no prato. Normalmente é temperado com mostarda ou molho picante.
Quando é servido no prato, usualmente é acompanhado de batatas fritas, arroz, um ovo estrelado e salada. Por vezes, pode também conter fiambre, entre o bife e o ovo.
A composição pode variar, tendo obrigatoriamente um bife, de carne bovina ou suína, e um ou vários acompanhamentos. A variante de carne suína, conhecida explicitamente como bitoque de porco, é recente, tendo aparecido como reação ao surgimento da doença das vacas loucas, no início da década de 2000, o que levou um grande número pessoas a evitar o consumo de carne de bovino na altura.

## História
No livro "Velharias de Sintra VI", na edição de 1988, refere-se que Manuel Dias Prego iniciou um negócio de "comes e bebes", no final do século XIX, relativamente aos primeiros "edificadores" da Praia das Maçãs, numa locanda rudimentar onde servia vinhos de Colares, para acompanhar fatias de carne de vitela, fritas ou assadas, acondicionadas em saboroso pão proveniente de fornos das redondezas. O negócio prosperou, dada a fama que as "bifanas do prego" granjearam.
O petisco entrou no vocábulo da gíria popular no princípio do século XX, com designação simplesmente, "prego" em memória do "criador" do pitéu.